# مریم‌گلی آتشین

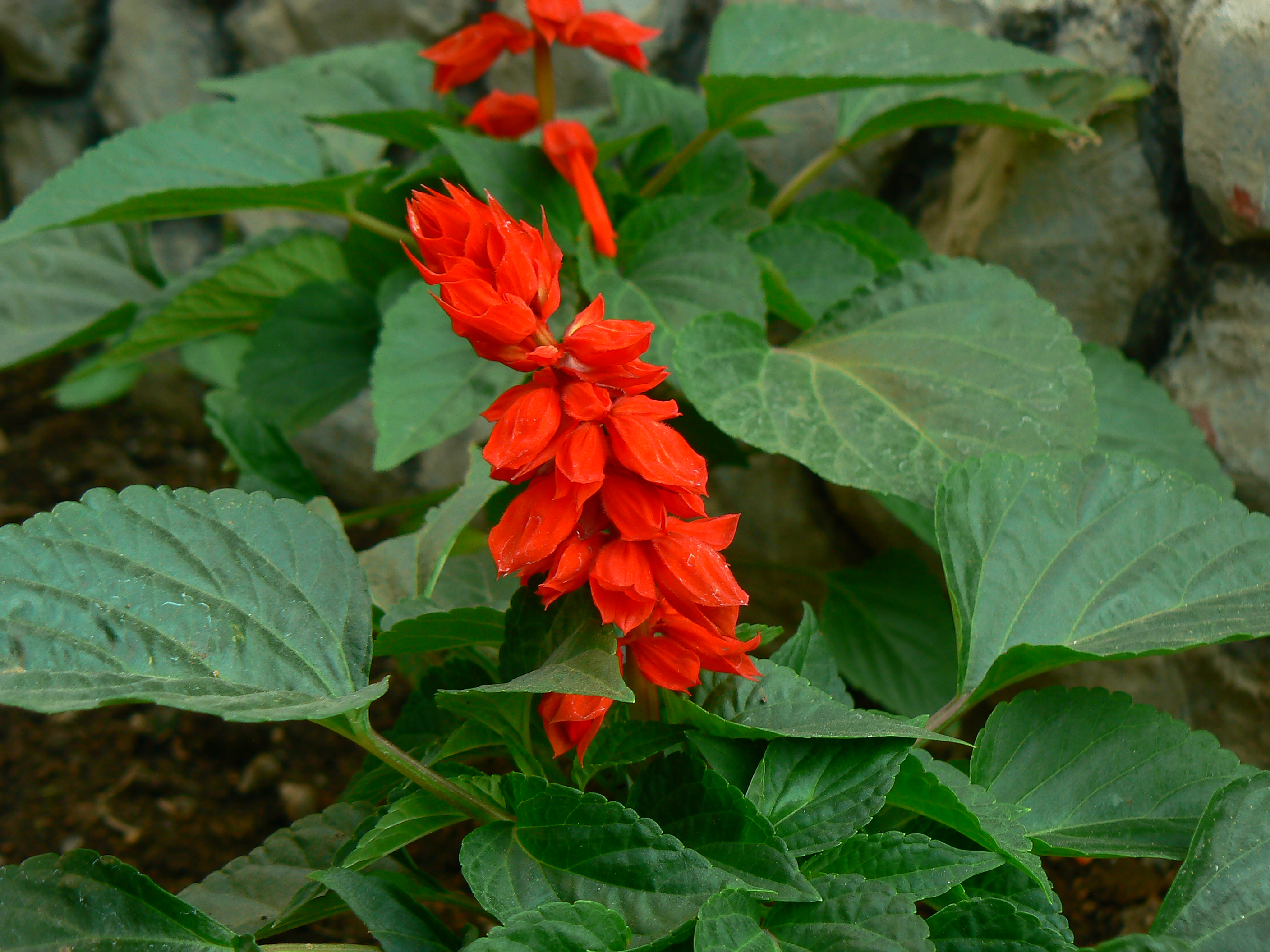
مریم‌گلی آتشین، سالوی زینتی، سالوی قرمز

مریم‌گلی آتشین، سالوی زینتی، سالوی قرمز (نام علمی: Salvia splendens) نام یک گونه از سرده مریم‌گلی است. این‌گونه بومی برزیل است ولی در مناطق معتدله ایران به عنوان زینتی کاشته می‌شود.